# 連江県 (中華人民共和国)
連江県（れんこうけん）は、中華人民共和国福建省に位置する県である。現在は福州市の代理管轄下に置かれている。

## 歴史
連江県の一部（馬祖島）は中華民国（台湾）福建省連江県の統治下にある。

## 行政区画
下部に19鎮、3郷、1民族郷を管轄する
- 鎮 
  - 鳳城鎮、敖江鎮、東岱鎮、琯頭鎮、暁澳鎮、東湖鎮、丹陽鎮、長竜鎮、透堡鎮、馬鼻鎮、官坂鎮、筱埕鎮、黄岐鎮、苔菉鎮、浦口鎮、坑園鎮、潘渡鎮、江南鎮、下宮鎮
- 郷
  - 蓼沿郷、安凱郷、馬祖郷（中華民国が統治している）
- 民族郷
  - 小滄シェ族郷

## 交通

### 鉄道
- 中国国家鉄路集団
  - 温福線
    - 連江駅

### 道路
- 高速道路
  -  瀋海高速道路
  -  福州環状高速道路（中国語版）
  -  甬莞高速道路（中国語版）

- 国道
  - G104国道（中国語版）
  - G228国道

### 港湾
- 黄岐港（馬祖列島北竿郷白沙港との小三通）